# جيريمي دير
جيريمي دير (بالإنجليزية: Jeremy Dear)‏ هو صحفي بريطاني، ولد في 1976.